# Oslo Lufthavn, Fornebu
Oslo Lufthavn, Fornebu blev åbnet 1. juni 1939 og 7. oktober 1998 tog det sidste fly af sted fra Fornebu.
Fornebu-ulykken skete 30. januar 1973. Et SAS fly af typen Douglas DC-9-21 afbrød et take off. Ingen omkom, eller fik fysiske skader.
20. januar 1984 blev Arne Treholt anholdt i Oslo lufthavn, Fornebu, anklaget for spionage som Sovende Spion.
Oslo Lufthavn, Fornebu blev nedlagt 8. oktober 1998 og erstattet af Oslo Lufthavn, Gardermoen.
Efter nedlæggelsen af lufthavnen huser det tidligere lufthavnsområdet boliger, Telenor Arena og næringsvirksomhed.